# آندژی اسکوپینسکی
آندژی اسکوپینسکی (لهستانی: Andrzej Skupiński؛ ‏ ۱۲ فوریهٔ ۱۹۵۲ – ۱۹ دسامبر ۲۰۱۸) بازیگر اهل لهستان بود. او دانش‌آموختهٔ رشته فلسفه در «دانشگاه سیلسیان در کاتوویتسه» بود.
او کارش را با آموزگاری در مدارس ابتدایی آغاز کرد و سپس به روزنامه‌نگاری پرداخت و از سال ۱۹۸۸ عضو «اتحادیه نویسندگان و آهنگسازان لهستان» بود. وی بعدها به بازیگری تئاتر و سینما روی آورد و با کارگردانانی چون لخ مایفسکی و روبرت گلینسکی همکاری کرد.